# Trichonta generosa
Trichonta generosa är en tvåvingeart som beskrevs av Gagne 1981. Trichonta generosa ingår i släktet Trichonta och familjen svampmyggor.
Artens utbredningsområde är Colorado. Arten har ej påträffats i Sverige. Inga underarter finns listade i Catalogue of Life.